# Каталлактическая конкуренция
Каталлактическая конкуренция — особый вид конкуренции, существующий при любых условиях и представляющий собой конкуренцию между людьми. Термин описан экономистом Людвигом фон Мизесом в труде «Человеческая деятельность». Такая конкуренция является конкуренцией между людьми, стремящимися превзойти друг друга, при этом проигравшие в такой конкуренции занимают более скромные места — не те, которые они планировали занять, но более соответствующие их достижениям.
Предпосылками каталлактической конкуренции являются изначальное неравенство человеческих способностей, ресурсов и возможности их применения. О каталлактической конкуренции написано и в работах других представителей австрийской экономической школы, например, у Фрица Махлупа.